# Aurorasaurus
Aurorasaurus es un proyecto de ciencia ciudadana diseñado para rastrear auroras mediante observaciones colaborativas realizadas a través de una aplicación móvil y redes sociales como X y Facebook.

## Desarrollo
Aurorasaurus fue creado por Liz MacDonald, una física espacial del Centro de Vuelo Espacial Goddard de la NASA en Greenbelt, Maryland. La idea surgió después de que MacDonald notara un aumento significativo en los tuits sobre auroras durante una tormenta solar en 2011, que generó auroras rojas visibles hasta en Alabama.Junto con Nathan Case, también del Centro Goddard, desarrolló un mapa en tiempo real que muestra la ubicación de estos tuits cuando incluyen datos de geoloposicionamiento.
Aurorasaurus cuenta con el respaldo de la NASA y la Fundación Nacional de Ciencias.El proyecto ha sido desarrollado mediante una colaboración entre la NASA, el no lucrativo New Mexico Consortium, la Universidad Estatal de Pensilvania y la empresa Science Education Solutions.

## Uso
Aurorasaurus incluye un mapa en tiempo real que muestra la ubicación de tuits sobre auroras que contienen datos de geoposicionamiento.Los usuarios pueden verificar si estos tuits corresponden a avistamientos reales.Además, el sistema traza una "línea de visión" en el mapa, indicando las áreas donde es probable que se observen auroras, basada en el modelo de pronóstico OVATION Prime de la NOAA.Cuando suficientes usuarios confirman avistamientos en una región o cerca de esta línea de visión, se envían notificaciones a otros usuarios en la misma área.
Entre marzo y abril de 2015, el equipo de Aurorasaurus recopiló cientos de observaciones de ciencia ciudadana que revelaron que las auroras se vieron más cerca del ecuador de lo que predecía el modelo OVATION Prime.En 2016, investigadores en ciencias de la información de la Universidad Estatal de Pensilvania estudiaron cómo Aurorasaurus podría utilizarse como un sistema de alerta temprana para servicios de emergencia.